# Elektriciteitscentrale Plomin
De Plomin elektriciteitscentrale is een kolengestookte thermische centrale nabij Plomin in Kroatië. De centrale is vooral bekend om zijn schoorsteen, die met 340 m de hoogste constructie in Kroatië is.